# Björne Väggö
Björne Viktor Väggö (Malmö, 1955. szeptember 9. –) olimpiai ezüstérmes svéd párbajtőrvívó.